# Coenocorypha miratropica
 (avril 2020).
Si vous disposez d'ouvrages ou d'articles de référence ou si vous connaissez des sites web de qualité traitant du thème abordé ici, merci de compléter l'article en donnant les références utiles à sa vérifiabilité et en les liant à la section « Notes et références ».
Espèce
Coenocorypha miratropica est une espèce éteinte de bécassines australes. 

## Systématique
L'espèce Coenocorypha miratropica a été décrite en 2003 par le zoologiste néozélandais Trevor Henry Worthy (d) (1957-), à partir d'un humérus gauche complet découvert dans une grotte sur l'île de Viti Levu (Fidji). L'âge géologique reste inconnu mais pourrait appartenir à l'Holocène.

## Description
Cette espèce est plus grande que tous ses congénères de l'archipel de la Nouvelle-Zélande, y compris ses îles subantarctiques. Des sillons ligamentaires mieux développés et des processus d'attachement sur l'humérus suggèrent que cette espèce était peut-être le plus puissant aviateur du genre[réf. nécessaire].

## Extinction
Cette espèce s'est éteinte en c. 1000 ans avec l'arrivée humaine en Nouvelle-Calédonie, il serait probablement disparu à la suite de la déprédation par les rats qui sont arrivés avec les humains[réf. nécessaire].

## Étymologie
Son épithète spécifique, miratropica, combine les adjectifs latins mirabilis, « admirable, merveilleux, étonnant », et tropica, « tropique », et fait référence à la surprise de découvrir une espèce de ce genre à haute altitude sur une île tropicale.

## Publication originale
- (en) Trevor H. Worthy, « A new extinct species of snipe Coenocorypha from Vitilevu, Fiji », Bulletin of the British Ornithologists' Club, Londres, BOC, vol. 123, no 2,‎ janvier 2003, p. 90-103 (ISSN 0007-1595 et 2513-9894, OCLC 1537351, lire en ligne).